# Soyuz TMA-16M
Soyuz TMA-16M es un vuelo realizado en el 2015 a la Estación Espacial Internacional. Transportó a tres miembros de la Expedición 43 a la Estación Espacial Internacional. TMA-16M fue el vuelo número 125 de la Soyuz, el primer vuelo de su lanzamiento en 1967. La Soyuz seguirá probablemente a bordo de la estación espacial para el incremento de la Expedición 44 para servir como vehículo de escape de emergencia. Kelly y Korniyenko realizarán la primera estancia de casi un año en la ISS, regresando en la Soyuz TMA-18M.

## Tripulación
| Puesto               | Miembros de la tripulación de despegue             | Miembros de la tripulación de aterrizaje        |
| -------------------- | -------------------------------------------------- | ----------------------------------------------- |
| Comandante           | Gennady Padalka, RSA Expedición 43 Quinto vuelo    | Gennady Padalka, RSA Expedición 43 Quinto vuelo |
| Ingeniero de vuelo 1 | Mijaíl Korniyenko, RSA Expedición 43 Segundo vuelo | Andreas Mogensen, ESA Iriss Primer vuelo        |
| Ingeniero de vuelo 2 | Scott Kelly, NASA Expedición 43 Cuarto vuelo       | Aidín Aimbétov, KazKosmos Primer vuelo          |